# Братська могила радянських воїнів (с. Вовничі, Млинівський район)
Братська могила радянських воїнів розташована в місті Млинів Рівненської області, на території сільського громадського кладовища. Пам'ятка історії місцевого значення.

## Історія
17 березня 1944 року, внаслідок успішно проведеної Луцько-Ровенської операції, територія с. Вовничі, Млинівського району була звільнена від німецької окупації 25-им стрілецьким полком 6-ї гвардійської стрілецької Ровенської ордена Суворова дивізії під командуванням генерал-майора Онупрієнка Дмитра Платоновича.
Під час звільнення села загинуло багато воїнів Червоної Армії, 148 з них поховані в братській могилі в с. Вовничі.
В 1951 році пам'ятник виготовлений за рішенням правління колгоспу «17 вересня» на Львівській експериментально-скульптурній фабриці, був установлений на братській могилі.

## Опис об'єкта
Пам'ятник складається з постаменту, розміром 2,5×2,25×1,85 м та скульптури висотою 2,5 м. На двоступеневому постаменті у формі квадрата встановлено скульптуру смертельно пораненого воїна-прапороносця, який, віддаючи останні сили, піднімає вгору прапор. На постаменті напис:
Вечная слава героям, павшим в боях за свободу и независимость нашей Родины в Великой отечественной войне 1941—1945 гг.
Біля підніжжя пам'ятника встановлена меморіальна плита, на якій викарбувані 148 імен загиблих воїнів. На меморіальній плиті напис:
1941—1945 ГГ. НИКТО НЕ ЗАБЫТ, НИЧТО НЕ ЗАБЫТО